# Puchar Danii w piłce siatkowej mężczyzn (2009/2010)
Rozgrywki o Puchar Danii w piłce siatkowej mężczyzn w sezonie 2009/2010 (Landspokalen) zainaugurowane zostały we wrześniu 2009 roku. Brały w nich udział kluby z  Elitedivision i 1. division.
Rozgrywki składały się z 1/8 finału, 1/4 finału, półfinałów i finału.
Finał rozegrany został 24 stycznia 2010 roku w Odense Idrætshal w Odense. 
Zdobywcą Pucharu Danii została drużyna Maryenlist Odense.

## Drużyny uczestniczące
| Elitedivision                                                                                                | 1. division |
| --- | --- |
| - Aalborg HIK - Gentofte Volley - Holte IF - Københavns Studenter Volley - Maryenlist Odense - Middelfart VK | - ASV Århus - IF Lyseng - Korsør-Slagelse - Lyngby Volley - Frederiksberg - PVC Lyngby - Randers VK - Skårup IF - Skovbakken |

## Terminarz
| Runda      | Termin                           | Liczba meczów |
| ---------- | -------------------------------- | ------------- |
| 1/8 finału | 13-24 września 2009              | 8             |
| 1/4 finału | 26 października-7 listopada 2009 | 4             |
| półfinały  | 18 i 20 grudnia 2009             | 2             |
| finał      | 24 stycznia 2010                 | 1             |

## 1/8 finału
| 18.09.2009 | Skovbakken | 3:0 (25:18, 25:21, 25:13) | Skårup IF |

| 22.09.2009 | ASV Århus | 2:3 (15:25, 30:32, 15:25) | Maryenlist Odense |

| 17.09.2009 | Frederiksberg | 3:2 (25:23, 22:25, 25:19, 17:25, 15:8) | Holte IF |

| 23.09.2009 | IF Lyseng | 0:3 (16:25, 21:25, 4:25) | Middelfart VK |

| 24.09.2009 | Korsør-Slagelse | 0:3 (16:25, 12:25, 13:25) | Gentofte Volley |

|  | Hvidovre VK | 3:0 (walkower) | Randers VK |

| 13.09.2009 | Lyngby Volley | 1:3 (15:25, 23:25, 25:28, 23:25) | Aalborg HIK |

| 22.09.2009 | Københavns Studenter Volley | 3:2 (25:19, 20:25, 22:25, 25:12, 16:14) | PVC Lyngby |

## 1/4 finału
| 26.10.2009 | Skovbakken | 0:3 (17:25, 21:25, 22:25) | Maryenlist Odense |

| 05.11.2009 | Frederiksberg | 0:3 (26:28, 22:25, 16:25) | Middelfart VK |

| 04.11.2009 | Gentofte Volley | 3:0 (25:15, 25:20, 25:17) | Hvidovre VK |

| 07.11.2009 | Aalborg HIK | 3:0 (25:22, 25:17, 25:19) | Københavns Studenter Volley |

## Półfinały
| 18.12.2009 | Maryenlist Odense | 3:0 (25:21, 25:17, 25:23) | Middelfart VK |

| 20.12.2009 | Aalborg HIK | 0:3 (18:25, 21:25, 25:27) | Gentofte Volley |

## Finał
| 24.01.2010 | Maryenlist Odense | 2:3 (25:22, 25:15, 19:25, 18:25, 16:18) | Gentofte Volley |

## Klasyfikacja końcowa
| Miejsce | Zespół                      |
| ------- | --------------------------- |
| złoto   | Gentofte Volley             |
| 2.      | Maryenlist Odense           |
| 3-4.    | Aalborg HIK                 |
| 3-4.    | Middelfart VK               |
| 5-8.    | Frederiksberg               |
| 5-8.    | Hvidovre VK                 |
| 5-8.    | Københavns Studenter Volley |
| 5-8.    | Skovbakken                  |